# Aphytis fisheri
Aphytis fisheri is een vliesvleugelig insect uit de familie Aphelinidae. De wetenschappelijke naam is voor het eerst geldig gepubliceerd in 1959 door DeBach.